# NGC 1839
NGC 1839 ist die Bezeichnung eines Emissionsnebels mit einem eingebetteten offenen Sternhaufen im Sternbild Dorado am Südsternhimmel. Das Objekt wurde am 23. November 1834 vom britischen Astronomen John Herschel entdeckt.